# Супутники Плутона
Відомо п'ять супутників карликової планети Плутон. У порядку віддалення від Плутона це Харон, Стікс, Нікта, Кербер та Гідра. Найбільший супутник, Харон, достатньо масивний, аби мати спільний барицентр з Плутоном, навколо якого вони здійснюють синхронне обертання відносно один одного. Через це систему Плутон—Харон інколи називають подвійною планетою.

## Історія
Найближчий до Плутона та найбільший супутник, Харон, відкрив американський астроном Джеймс Крісті 22 червня 1978 року, майже через півстоліття після відкриття Плутона. Це призвело до суттєвого перегляду оцінок розмірів Плутона, оскільки раніше припускалося, що спостережувані маса та відбите світло належали лише одному Плутонові.
Два інші супутники були виявлені астрономами англ. Pluto Companion Search Team, які готувалися до місії апарата New Horizons, на знімках, зроблених  телескопом «Габбл» 15 травня 2005 року. Супутникам були присвоєні тимчасові позначення S/2005 P 1 та S/2005 P 2. 21 липня 2006 року Міжнародний астрономічний союз офіційно найменував супутники Нікта (англ. Nix, також Плутон II, раніше P 2) та Гідра (англ. Hydra, також Плутон III, раніше P 1). Про відкриття четвертого спутника, Кербера, було офіційно оголошено 20 липня 2011 року. Кербер був відкритий за допомогою телескопа «Габбл» під час пошуків системи кілець навколо Плутона; вперше його було помічено на знімку від 28 червня. Стікс, про відкриття якого стало відомо 7 липня 2012 року, був виявлений під час пошуків потенційних небезпек для New Horizons.
Теоретичні розрахунки припускають, що в Плутона може бути близько 10 супутників та одна чи кілька систем кілець. Проте, під час інтенсивних пошуків було підтверджено, що жодних супутників, принаймні в 15 разів тьмяніших за Стікс за орбітою Харона не існує, також не було виявлено системи кілець.

## Харон
Харон було відкрито 1978 року. Його діаметр становить близько 1200 км, що лише вдвічі менше діаметра Плутона. Розміри Плутона й Харона вдалося визначити досить точно завдяки тому, що Харон проходив перед диском Плутона й стало можливим зробити відповідні розрахунки на основі змін блиску системи Плутон-Харон. У результаті відкриття Харона була уточнена маса Плутона, яка виявилася меншою очікуваної. Плутон і Харон обертаються синхронно, тобто завжди обернені один до одного одним боком.
Центр мас системи Плутон — Харон перебуває над поверхнею Плутона, тому деякі астрономи вважають Плутон і Харон подвійною планетою.
Проєктом Резолюції 5 XXVI Генеральної асамблеї МАС (2006) Харону (разом із Церерою й Ерида) передбачалося надати статус планети. У примітках до проєкту резолюції зазначалося, що в такому разі система Плутон — Харон буде вважатися подвійною планетою.

## Гідра і Нікта

Порівняння розмірів і кольорів об'єктів системи Плутона

Два зовнішніх супутника, що одержали назви Гідра (колишній S/2005 P1) і Нікта (колишній S/2005 P2), були відкриті в результаті повторного аналізу фотографій телескопа «Габбл», зроблених у травні 2005. Про відкриття було оголошено в жовтні 2005. Оскільки альбедо супутників невідоме, то складно визначити їхні розміри. Якщо вважати альбедо супутників рівним показнику Харона, то їхні діаметри оцінюють 125 км і 140 км (але можлива похибка вдвічі). Радіус орбіти меншого супутника — 49 тис. км, тобто він перебуває в 2,5 рази далі від Плутона, ніж Харон. Інший супутник рухається орбітою радіусом 65 тис. км. Періоди обертання навколо Плутона становлять близько 11 й 14 діб відповідно (дані приблизні).

Харон і два супутники перебувають в орбітальному резонансі 3:2:1 — за час, поки Гідра робить один оберт, Нікта робить два, а Харон — три.

## Кербер і Стікс
28 червня 2011 року телескоп «Габбл» виявив ще один супутник Плутона S/2011 (134340) 1 (S/2011 P 1). Йому було призначене тимчасове позначення P4. За попередніми оцінками, його діаметр становить 13-34 км.
11 липня 2012 року Марк Шоуолтер відкрив четвертий супутник Плутона, він був віднайдений на 9 знімках зроблених телескопом «Габбл» 26, 27, 29 червня та 7, 9 липня 2012 року. Діаметр супутника становить від 10 до 25 км, обертаєтся між Хароном і Ніктою, период обертання становить близько 19 діб.

## Список
| Назва      | Назва  | Зображення | Середній діаметр (км) | Маса (×1021 кг) | Велика піввісь (км) | Період обертання (діб) | Ексцентриситет        | Кут нахилу (до екватора Плутона) | Відкритий |
| ---------- | ------ | ---------- | --------------------- | --------------- | ------------------- | ---------------------- | --------------------- | -------------------------------- | --------- |
| Плутон     | Плутон |            | 2372 ± 2              | 13.05 ± 0.07    | 2390                | 6.387230               | 0                     | —                                | 1930      |
| Плутон I   | Харон  |            | 1208 ± 3              | 1.52 ± 0.06     | 19 571 ± 4          | 6.387230               | 0 (0.000 % ± 0,007 %) | 0.00° ± 0,014°                   | 1978      |
| Плутон II  | Нікта  |            | 42х36                 | < 0.002         | 48 675 ± 120        | 24.856 ± 0.001         | ~0 (0.2 % ± 0,2 %)    | 0.04° ± 0,22°                    | 2005      |
| Плутон III | Гідра  |            | 55х40                 | < 0.002         | 64 780 ± 90         | 38.206 ± 0.001         | 0.5 % ± 0,1 %         | 0.22° ± 0,12°                    | 2005      |
| Плутон IV  | Кербер |            | 13-34                 | 0.002 ± 0.001   | 59 000              | 31                     | ?                     | ~0°                              | 2011      |
| Плутон V   | Стікс  |            | 7х5                   | 0.000–0.002     |                     |                        |                       |                                  | 2012      |

## Походження малих супутників
Наявність у Плутона трьох невеликих супутників являє собою загадку, оскільки незрозуміло, як вони могли сконденсуватися поблизу масивного Харона. Круговий характер їхніх орбіт говорить про малоймовірність випадкового захоплення цих тіл тяжінням Плутона. Група астрономів, що відкрили в 2005 році нові супутники, висловили гіпотезу, що Харон і два супутники Плутона виникли одночасно в результаті потужного зіткнення. Вчені не виключають, що Плутон може мати і кільце — результат того ж зіткнення.

## Сизигії

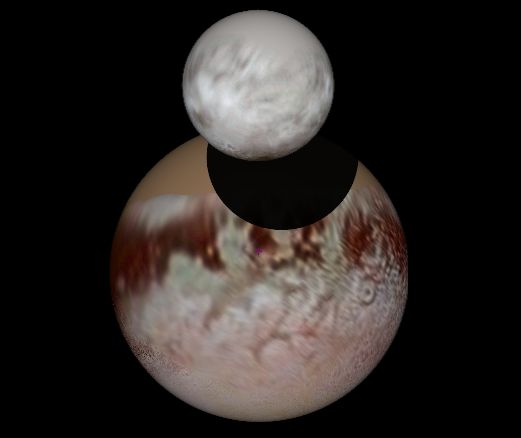
Змодельований вид проходження Харона між сонцем і Плутоном 25 лютого 1989 року

Проходження трапляються коли один з місяців Плутона проходить між Плутоном і сонцем. Це стається коли один з вузлів орбіти супутників (точки де їхні орбіти перетинають екліптику Плутона) шикується в лінію з Плутоном і сонцем. Це може статись тільки в двох точках орбіти Плутона, які випадково знаходяться біля його перигелія і афелія. Покриття відбувається коли Плутон проходить між сонцем і одним зі своїх супутників.
Харон має кутовий розмір 4 градусів з поверхні Плутона; сонце виглядає набагато менше — тільки 39-65 кутових секунд. Близькість Харона ще більш забезпечує що велика частина поверхні Плутона отримує затемнення. Позаяк Плутон завжди направлений однією стороною до Харона через синхронне обертання, тільки одна півкуля зазнає сонячних затемнень Хароном.
Менші супутники можуть відкидати тінь в інших місцях Плутона. Кутові розміри чотирьох менших супутників (вигляд з Плутона) точно не відомі. Нікта розміром 3-9 кутових мінут і Гідра — 2-7 мінут. Це набагато більше ні кутовий розмір сонця, тому обидва супутники викликають повні сонячні затемнення.
Затемнення Стіксом і Кербером набагато тяжче оцінити, оскільки обидва дуже несиметричні, з кутовими розмірами від 76.9 x 38.5 до 77.8 x 38.9 секунд для Стікса, і від 67.6 x 32.0 до 68.0 x 32.2 для Кербера. Тому Стікс немає кільцевих затемнень, його найширша вісь будучи на 10 секунд більше ніж найбільші кутові розміри Сонця. Кербер, хоча і трохи більший, не може робити повних затемнень позаяк його менша вісь тільки 32 кутові секунди. Затемнення Кербером і Стіксом повністю складаються з часткових і гібридних затемнень, з дуже рідкісним повним затемненням.
Наступний період сизигій з Хароном почнуться в жовтні 2103 року, досягнуть максимуму в 2110 році і закінчаться в січні 2117 року. В цей час сонячні затемнення відбуватимуться кожного плутонського дня, з максимальною тривалістю в 90 хвилин.

## Зноски
1. ↑   [Архівовано 24 вересня 2015 у Wayback Machine.] (англ.)